# چانگان سی‌اس۳۵ پلاس
چانگان سی‌اس۳۵ پلاس یک کراس‌اوور کامپکت کوچک تولید شده توسط چانگان موتورز است که کمی بالاتر از چانگان سی‌اس۳۵ است.
چانگان سی‌اس۳۵ پلاس در نمایشگاه خودروی چنگدو ۲۰۱۸ با قیمت‌هایی از ۶۹٬۹۰۰ یوان تا ۱۰۴٬۹۰۰ یوان معرفی و در اکتبر ۲۰۱۸ به‌طور رسمی عرضه شد.
این خودرو در ابتدا قرار بود جایگزین سی‌اس۳۵ باشد. با این حال، این ایده اجرایی نشد و تولید سی‌اس۳۵ به‌عنوان یک کلاس پایین‌تر از این خودرو ادامه یافت. سی‌اس۳۵ پلاس در زمان عرضه تنها با یک موتور ۱٫۶ لیتری با قدرت ۱۱۷ اسب بخار در دسترس بود.

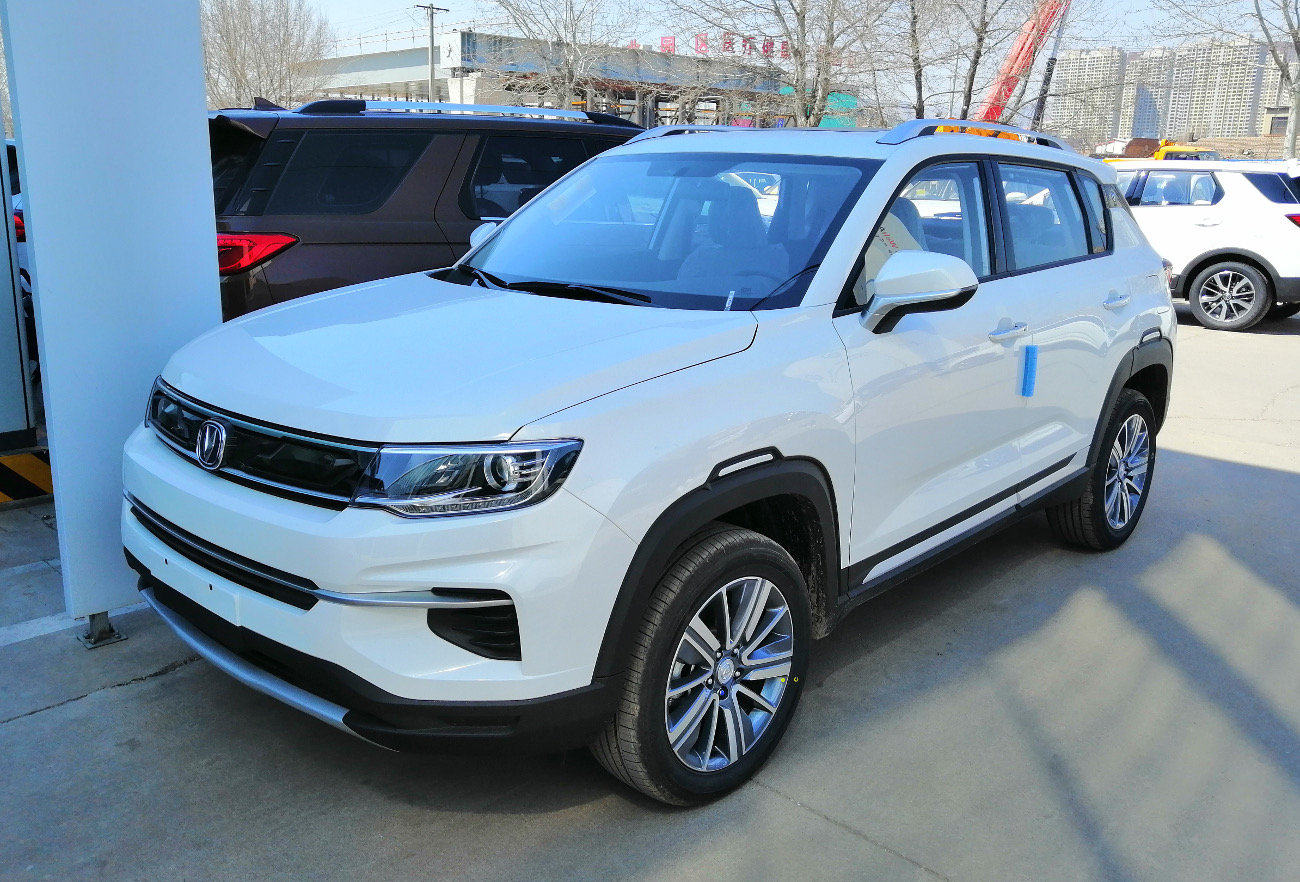
چانگان سی‌اس۳۵ پلاس
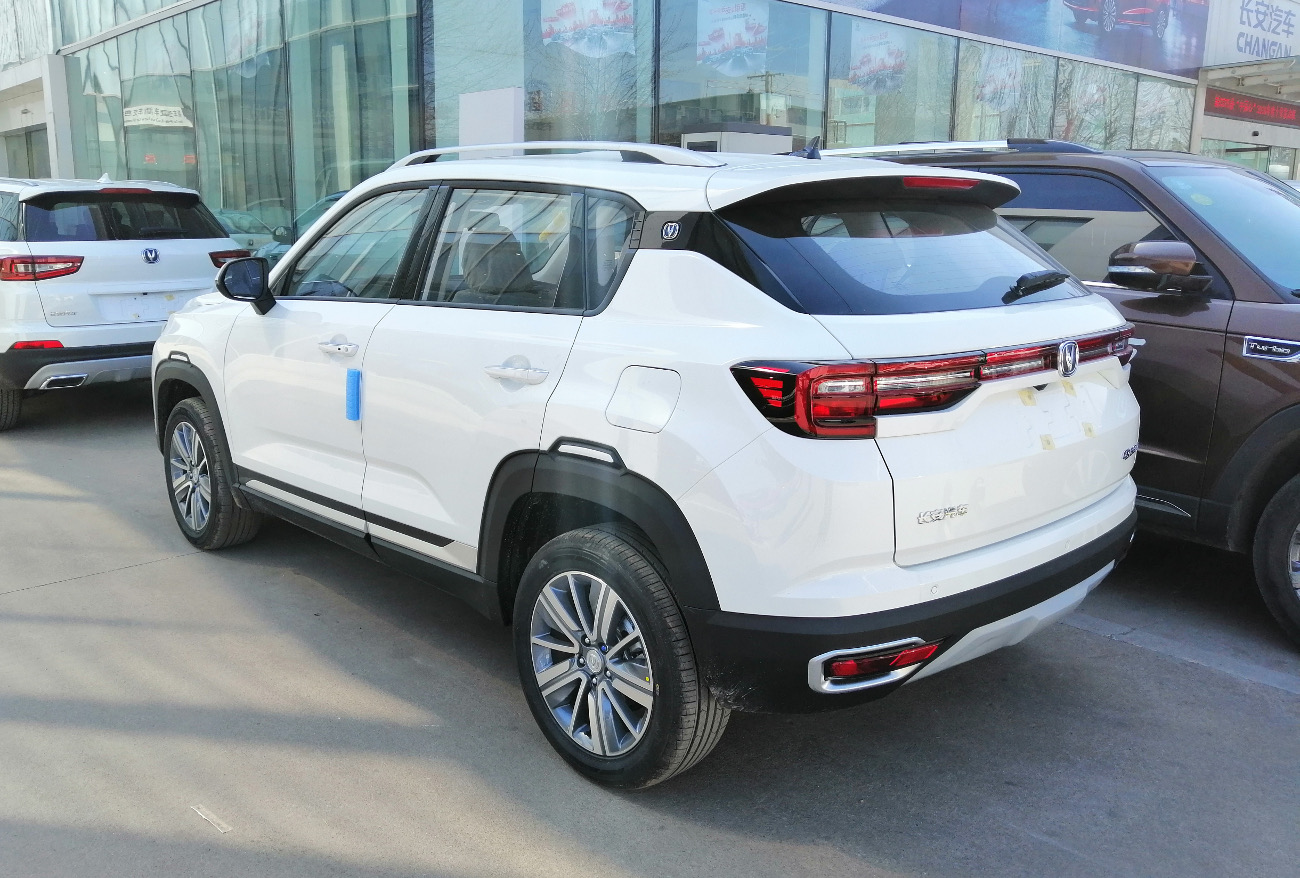
چانگان سی‌اس۳۵ پلاس (نمای عقب)

## فیس‌لیفت ۲۰۲۱
فیس‌لیفتی از سی‌اس۳۵ پلاس در ژانویه ۲۰۲۱ عرضه شد که دارای طراحی تغییریافته در جلو و عقب بود تا با جدیدترین خودروهای چانگان هماهنگی بیشتری داشته باشد.
مدل به‌روز شده از یک موتور ۱٫۶ لیتری تنفس طبیعی با کد "JL478QEP" و با قدرت ۱۲۸ اسب بخار (۹۴ کیلووات) بهره می‌برد. گیربکس‌های قابل انتخاب برای این خودرو شامل گیربکس ۵ سرعتهٔ دستی، سی‌وی‌تی (۸ سرعتهٔ شبیه‌سازی شده) و ۶ سرعتهٔ خودکار هستند.
در مارس ۲۰۲۱، یک موتور ۱٫۴ لیتری توربو برای این خودرو عرضه شد که دارای قدرت ۱۶۰ اسب بخار (۱۱۸ کیلووات) و گشتاور ۲۶۰ نیوتن متر است و با گیربکس دوکلاچهٔ تَر ۷ سرعته در دسترس است.

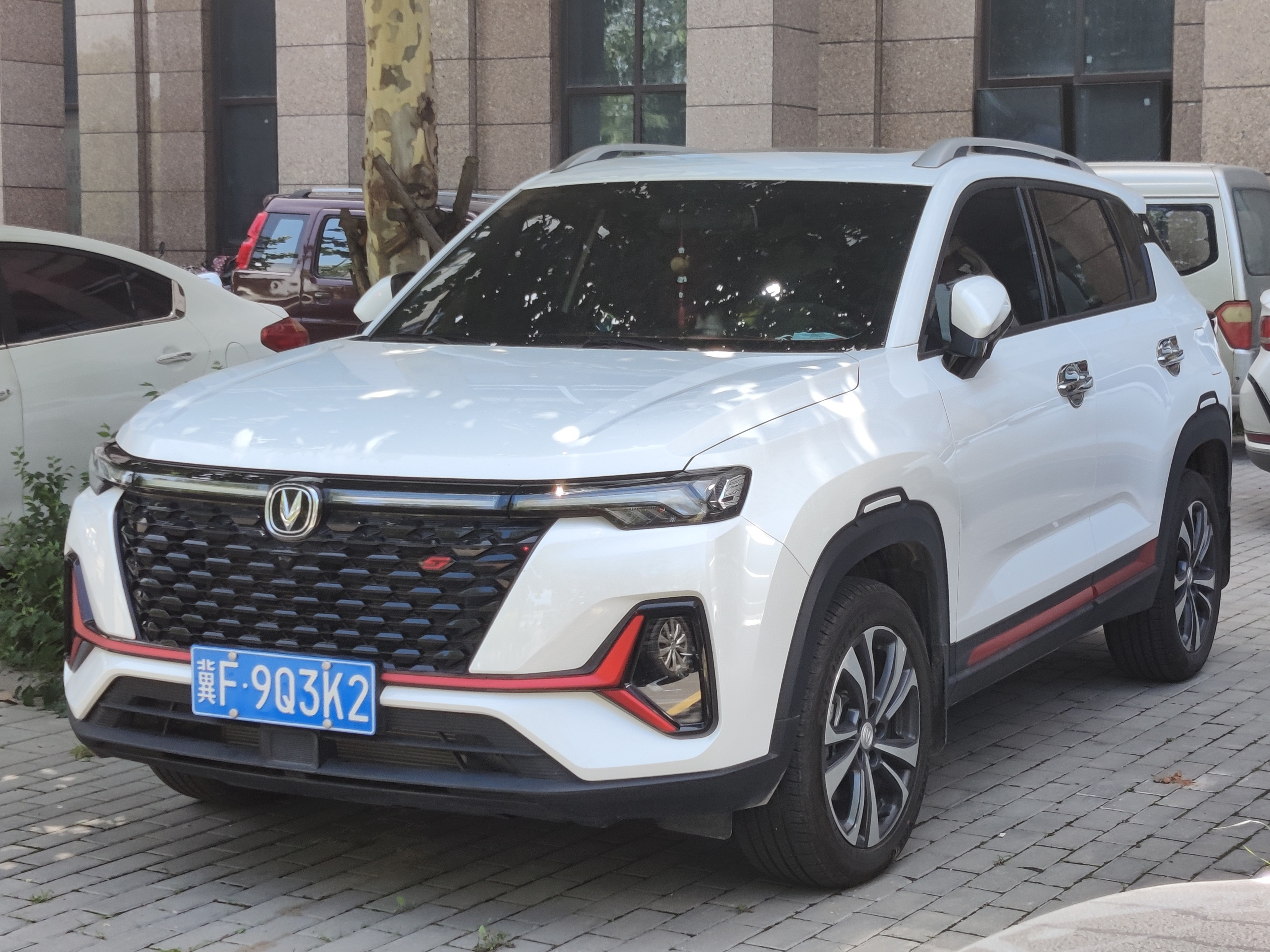
چانگان سی‌اس۳۵ پلاس (فیس‌لیفت ۲۰۲۱)
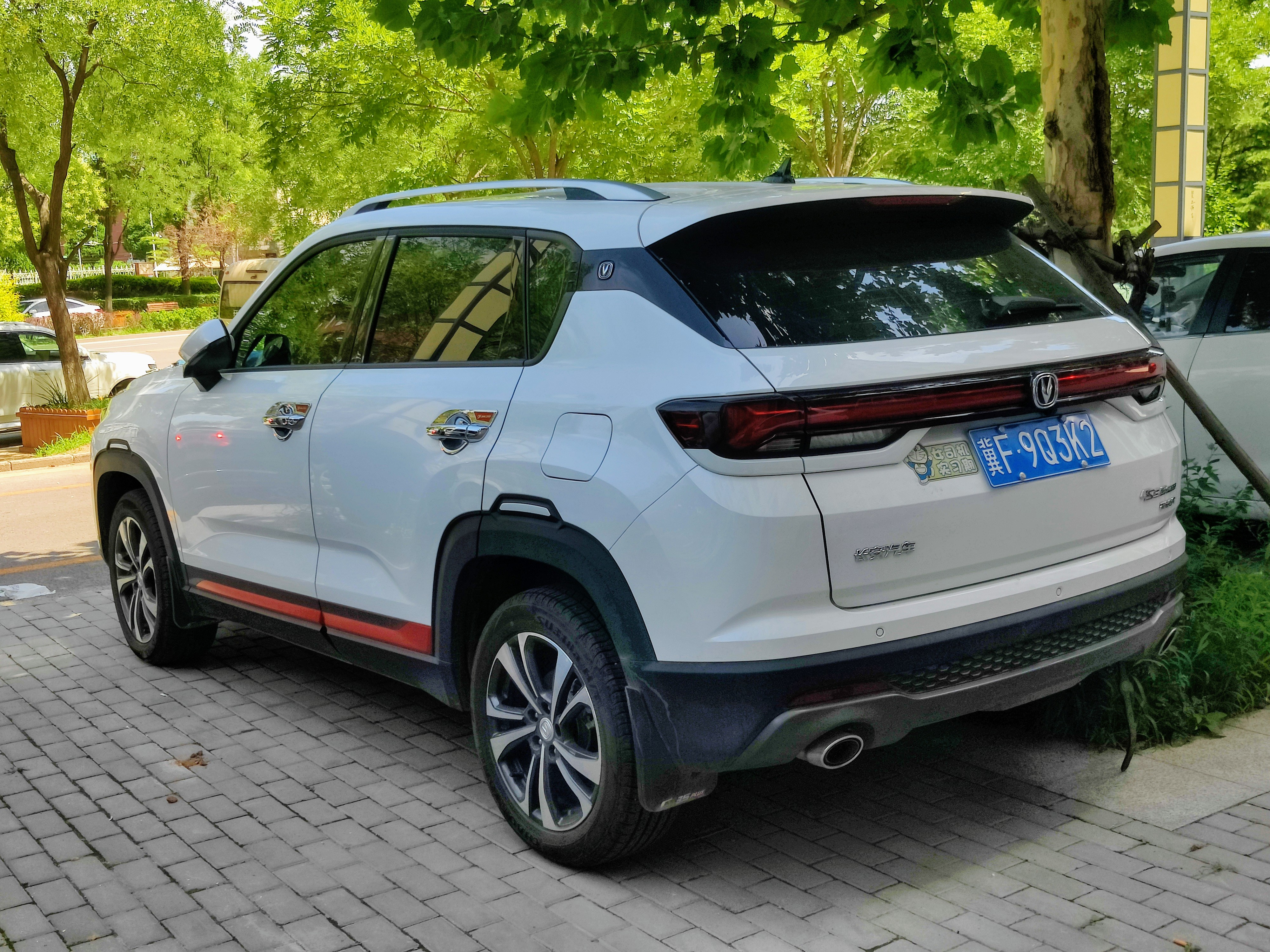
چانگان سی‌اس۳۵ پلاس (فیس‌لیفت ۲۰۲۱، نمای عقب)